# The Nearer the Fountain, More Pure the Stream Flows
The Nearer the Fountain, More Pure the Stream Flows è il secondo album in studio da solista del musicista britannico Damon Albarn, pubblicato nel 2021.

## Tracce
1. The Nearer the Fountain, More Pure the Stream Flows – 5:00 (Damon Albarn, André de Ridder, Simon Tong)
2. The Cormorant – 4:21 (Albarn, Tong)
3. Royal Morning Blue – 3:12 (Albarn, Tong)
4. Combustion – 2:53 (Albarn, Mike Smith, Tong)
5. Daft Wader – 3:28 (Albarn, Tong)
6. Darkness to Light – 2:59 (Albarn, Tong)
7. Esja – 3:41 (Albarn, De Ridder, Tong)
8. The Tower of Montevideo – 4:19 (Albarn, Smith, Tong)
9. Giraffe Trumpet Sea – 1:51 (Albarn)
10. Polaris – 4:45 (Albarn, Smith, Tong)
11. Particles – 3:21 (Albarn)